# Пелендри
Пелендри (греч. Πελένδρι или Πελέντρι) — горное село в районе Лемесос Республики Кипр. Находится в восточной части гор Троодос на высоте 880 метров над уровнем моря в западной части региона Пицилия, примерно в 40 км от Лимасола.

## История
В XIV веке село входило в состав феодальных владений коннетабля Кипра Жана де Лузиньяна.

## Достопримечательности
- Церковь Истинного Креста (XII век) — часть объекта Всемирного наследия на Кипре «Церкви с росписями в районе Троодос» (с 1985 года)
- Церковь Панагия Католики (XVI век)
- Церковь Святого Иоанна Лампадиста
- Церковь Архангела Михаила